# Criterion Games
Criterion Games (o també Criterion Software) és una empresa desenvolupadora de videojocs de Guildford (Surrey), Anglaterra. És coneguda per la feina en la saga Burnout i BLACK i el motor de videojoc RenderWare sota Criterion Software. L'agost del 2004 Electronic Arts va anunciar que va adquirir Criterion Games i Criterion Software per uns 40 milions de lliures esterlines.

## Videojocs desenvolupats
| Any  | Nom                         | Plataformes                                                         | Motor                 |
| ---- | --------------------------- | ------------------------------------------------------------------- | --------------------- |
| 1996 | Scorched Planet             | Microsoft Windows                                                   | Desconegut            |
| 1997 | Sub Culture                 | Microsoft Windows                                                   | Desconegut            |
| 1998 | Redline Racer               | Dreamcast (només al Japó), Microsoft Windows                        | Desconegut            |
| 1999 | TrickStyle                  | Dreamcast, Microsoft Windows                                        | Desconegut            |
| 1999 | Suzuki Alstare Racing       | Dreamcast, Game Boy Color                                           | Desconegut            |
| 2000 | Deep Fighter                | Dreamcast, Microsoft Windows                                        | RenderWare            |
| 2001 | Burnout                     | PlayStation 2, Xbox, GameCube                                       | RenderWare            |
| 2002 | AirBlade                    | PlayStation 2                                                       | RenderWare            |
| 2002 | Burnout 2: Point of Impact  | PlayStation 2, Xbox, GameCube                                       | RenderWare            |
| 2004 | Burnout 3: Takedown         | PlayStation 2, Xbox                                                 | RenderWare            |
| 2005 | Burnout Revenge             | PlayStation 2, Xbox, Xbox 360                                       | RenderWare            |
| 2005 | Burnout Legends             | PlayStation Portable                                                | RenderWare            |
| 2006 | BLACK                       | PlayStation 2, Xbox                                                 | RenderWare            |
| 2008 | Burnout Paradise            | PlayStation 3, Microsoft Windows, Xbox 360                          | RenderWare            |
| 2010 | Need for Speed: Hot Pursuit | PlayStation 3, Microsoft Windows, Xbox 360                          | Chameleon             |
| 2011 | Burnout Crash!              | PlayStation Network, Xbox Live Arcade, iOS                          | Desconegut            |
| 2012 | Need for Speed: Most Wanted | PlayStation 3, PlayStation Vita, Microsoft Windows, Xbox 360, Wii U | Chameleon (Modificat) |